# 三好重夫

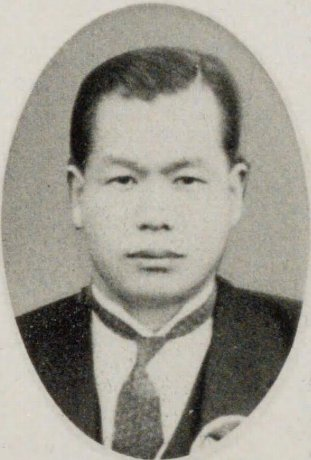
三好重夫

三好 重夫（みよし しげお、1898年（明治31年）3月9日 - 1982年（昭和57年）1月19日）は、日本の内務官僚。官選府県知事。

## 経歴
広島県出身。雑貨商・農業、三好重市の長男として生まれる。修道中学、第一高等学校を経て、1925年3月、東京帝国大学法学部政治学科を卒業。1924年11月、高等試験行政科試験に合格。1925年4月、内務省に入り警視庁属兼警視庁警部となり、保安部建築課に配属。
1925年6月、内務属となり警保局保安課に配属。以後、地方警視・新潟県警察部保安課長、岩手県内務部庶務課長、内務事務官・地方局配属、京都府内務部庶務課長、長野県書記官・経済部長、内務書記官・地方局庶務課長、地方局財政課長、大臣官房会計課長などを歴任。
1942年1月、福井県知事に就任。同年6月、内務省警保局長に転じた。1943年7月、岐阜県知事となり、情報局次長を経て、1945年6月、京都府知事に就任し終戦を迎えた。
1945年10月、幣原内閣の内閣副書記官長に就任し、1946年1月に退官。同年9月から1951年10月まで公職追放となった。1947年1月、郷組に入社し、副社長、会長を務めた。その後、1957年6月から1967年10月まで公営企業金融公庫理事長、同総裁を務めた。1980年1月、自治省特別顧問となった。1982年1月19日死去。享年83。

## 著作等
- 『地方財政の実際問題』良書普及会、1931年。
- 『地方財政改革論』河中俊四郎、1933年。
- 『地方財政及税制の改革』良書普及会、1937年。
- 『地方財政読本』良書普及会、1938年。
- 『地方財政補給金制度詳解』良書普及会、1938年。
- 『地方税制読本』良書普及会、1940年。
- 『地方税制の改正』帝国地方行政学会、1940年。
- 『日本廻国記 - わが旅のメモ』時評社、1968年。
- 『三好重夫逸稿集』三好浩介、1982年。
- 『内政史研究資料』第40集〜第45集、内政史研究会編、三好重夫氏 談話速記録 第1〜6回、1966年11月 - 12月。
  - 『現代史を語る (2) 三好重夫――内政史研究会談話速記録』伊藤隆監修、現代史料出版、2001年